# تماضر توفيق
تماضر توفيق (9 فبراير 1920  - 8 يونيو 2001)، إعلامية وإذاعية مصرية. تتعبر أول سيدة تتقلد رئاسة التلفزيون المصري.

## مشوارها الإعلامي
حاصلة على ليسانس الآداب قسم اللغة الإنجليزية من جامعة القاهرة، وكانت تهوى المسرح فانضمت إلى فريق مسرح الكلية ومثّلت مع الفريق في مسرح دار الأوبرا المصرية القديمة، وانضمت بعد ذلك إلى فريق مسرح الأوبرا، التحقت بالعمل في الإذاعة المصرية عقب تخرجها، وحبها للمسرح جعلها تكون مع زملائها في الإذاعة فريقا للتمثيل.
سافرت في بعثة لدراسة الفن الإذاعي في هيئة الإذاعة البريطانية بلندن، وكانت من أوائل الإذاعيات المصريات اللاتي سافرن في بعثات دراسية ثم بعد عودتها عُيِّنت رئيسة لقسم التمثيليات، بالإضافة لتقديم البرامج وقراءة نشرات الأخبار تم انتقلت للبرامج الأجنبية بالإذاعة، وعملت مساعدًا للمراقب العام بها وكانت أول سيدة تشرف على القسم الأوروبي بالإذاعة المصرية، وفي عام 1957 كانت ضمن أول بعثة لأمريكا باسم التليفزيون المصري، كما عُيِّنت مراقبًا عامًا للبرامج الثقافية ثم مسئولة البرامج التعليمية، ثم مديرًا للمراقبة العامة للتخطيط والمتابعة، ثم وكيلة للتليفزيون لشئون البرامج، ثم في عام 1977 تولّت رئاسة التليفزيون حتى 1985.

## وفاتها
توفيت في 8 يونيو 2001، وقد رثاها الصحفي أحمد بهجت في عاموده اليومي صندوق الدنيا فقال "لم تكن السيدة تماضر توفيق مجرد رئيسة للتليفزيون يعنيها شأن الإدارة وترتيب أموره داخل إطارها، إنما كانت نجما من نجوم الإذاعة وكانت روحا بثته في التليفزيون في بداية حياته ونشأته، كانت تعرف ما الذي يعنيه التلفزيون، وأي قدرة تتمثل في شاشته الصغيرة"..